# Katarina Mala
Katarina Mala je umetniško ime slovenske pevke in igralke Katje Verderber, * 1981.

## Glasbena kariera
Verderberjeva pri projektu sodeluje predvsem z avtorjem in skladateljem Markom Gregoričem. Pesmi žanrsko opredeljujeta kot socialni pop, saj gre za pop skladbe s hudomušnimi besedili, ki jih navdihuje vsakdanje življenje. Katarina Mala je zaslovela z uspešnico »Ciao ciao« (2011). Trikrat je nastopila na Slovenski popevki, enkrat pa na Melodijah morja in sonca. Svoj debitantski album Ciao ciao je izdala leta 2015. Nekaj časa je nastopala z bendom Sladcore (Marko Boh, Marko Gregorič in Blaž Grm) pod imenom katarina Mala kvartet, pozneje pa so jo spremljali Denis Beganović, Dejan Golub, Nace Jordan in Anže Žurbi. Marca 2016 je predstavila povsem nov singel »Pulover«, ki je konec aprila postal popevka tedna na Valu 202. Do konca leta sta mu sledila še »Adijo« in »Dva za mene«.
Leta 2021 je po nekajletnem glasbenem premoru izdala skladbo »Grem sam naprej (Vsak dan nov dan)«, pri kateri je ponovno sodelovala s Sweet Peak.

## Igralstvo in voditeljstvo
Ukvarja se tudi z igralstvom. Leta 2008 je obiskovala poletno šolo na Royal Academy of Dramatic Art (RADA). Nastopa v okviru KUD-a Teater za vse, in sicer v otroških predstavah, pred leti pa je z Ano Pupedan v vlogi vaške lovače nastopila v muzikalu iz slovenskih ljudskih pesmi »Viže inu griže«. Leta 2016 je vodila otroško kuharsko oddajo Glej, kdo kuha na Planet TV.

## Zasebno življenje
Maja 2015 se jima je s partnerjem Robertom Frenchem rodil sin Lukas.

## Nastopi na glasbenih festivalih
Slovenska popevka
- 2012: Zgoraj brez (Marko Gregorič/Marko Gregorič/Gregor Forjanič) − nagrada strokovne žirije za najboljše besedilo, 6. mesto
- 2013: Nebesa (Marko Gregorič/Marko Gregorič/Patrik Greblo) – 8. mesto
- 2014: Mal' naokrog (Matej Mijatović/Matej Mijatović/Tadej Tomšič) – 11. mesto

Melodije morja in sonca
- 2014: Moja soseda (Marko Gregorič/Marko Gregorič/Denis Beganovič) – nagrada strokovne žirije za najboljše besedilo, 5. mesto

## Diskografija

### Albumi
- 2015: Ciao ciao

### Nefestivalski singli
| Leto | Naslov                                            | Album     |
| ---- | ------------------------------------------------- | --------- |
| 2011 | Ciao ciao                                         | Ciao ciao |
| 2012 | Kavbojke                                          | Ciao ciao |
| 2012 | Bombon                                            | Ciao ciao |
| 2013 | Kreditno sposobna (z Muratom)                     | Ciao ciao |
| 2013 | Znucana                                           | Ciao ciao |
| 2013 | 69                                                | Ciao ciao |
| 2013 | Kava z mlekom (s Sweet Peak)                      | Ciao ciao |
| 2013 | Din don (z A-Kamelo)                              | Ciao ciao |
| 2014 | Nehi težit                                        | Ciao ciao |
| 2015 | Sexi                                              | Ciao ciao |
| 2016 | Pulover                                           | —         |
| 2016 | Adijo                                             | —         |
| 2016 | Dva za mene                                       | —         |
| 2021 | Grem sam naprej (Vsak dan nov dan) (s Sweet Peak) | —         |
| 2021 | Greva na kavico                                   | —         |
| 2023 | Vedno pravi čas (Furava življenje)                | —         |